# Bromide

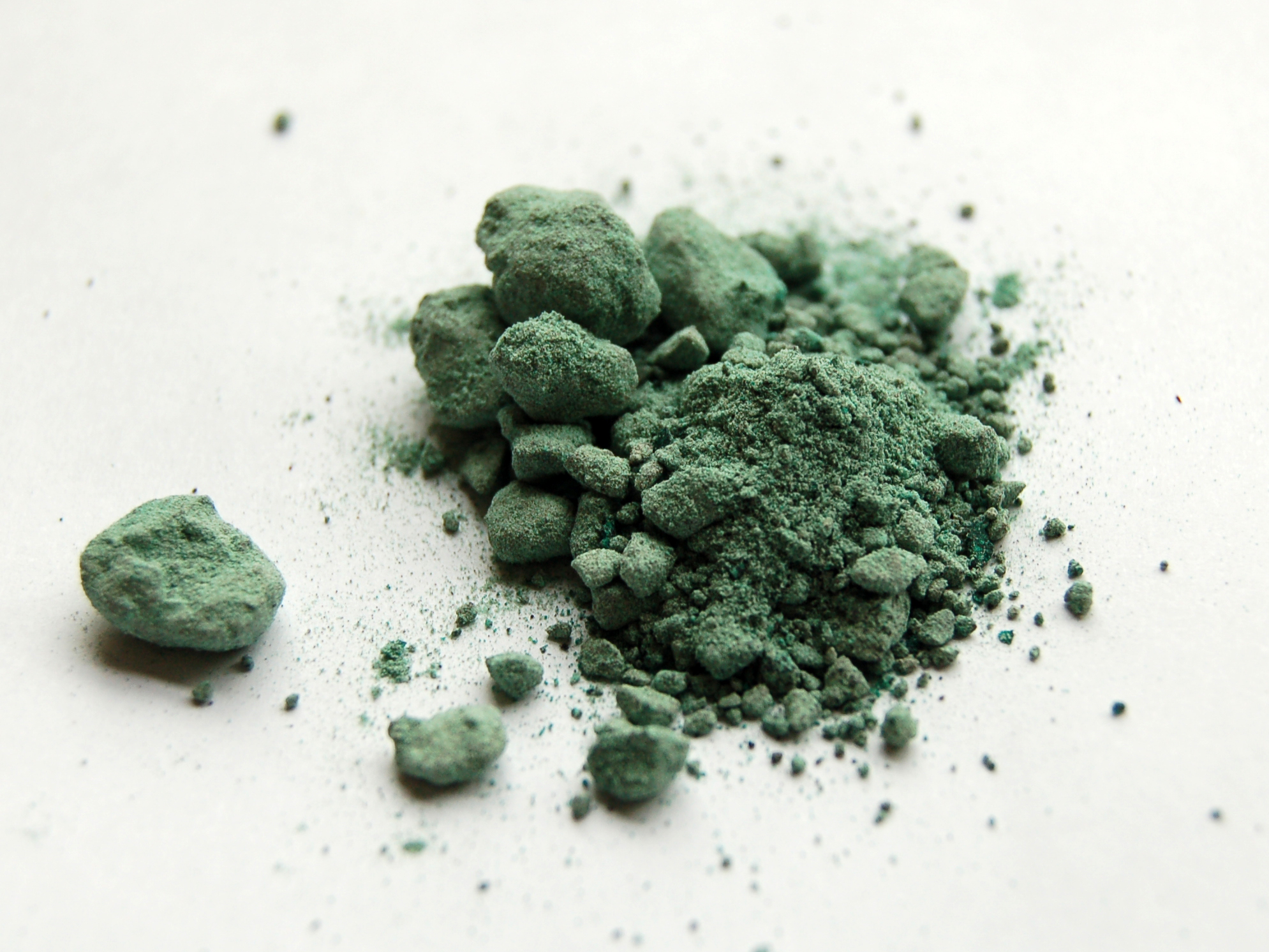
Koper(I)bromide komt voor als een groen poeder.

Een bromide is een verbinding waarin broom aanwezig is.  Het broom kan zowel in ionvorm als covalent gebonden voorkomen.  Het eerste geval treedt op in de vele anorganische zouten, het tweede komt in een groot aantal organische verbindingen voor.

## Anorganische chemie
In de anorganische chemie zijn bromiden het zout van broom en een elektropositief element, bijvoorbeeld natrium of zilver. Zonder verdere aanduiding wordt de term bromide in het bijzonder gebruikt voor de bromide van kalium. Het bromide-ion heeft oxidatietoestand -I en wordt daarom geschreven als Br−.

### Eigenschappen en toepassingen
Bromiden worden gevormd door de reactie van broom of een bromide met een andere substantie. De meeste metaalbromiden zijn in water oplosbaar, maar uitzonderingen zijn bromiden van koper, lood, kwik en zilver, die in water zeer zwak oplosbaar zijn. De bromiden van natrium (NaBr) en kalium (KBr) worden in de geneeskunde als kalmerende middelen gebruikt. Zij moeten onder de begeleiding van een arts worden gebruikt, aangezien het met gewenningsverschijnselen gepaard kan gaan. Magnesiumbromide, dat in zeewater wordt gevonden, is een bron van dibroom. Zilverbromide is een van de lichtgevoelige zilverzouten die in films, platen en drukdocumenten worden gebruikt voor de fotografie. Broomwaterstofzuur is een waterige oplossing van het gas waterstofbromide.
De aanwezigheid van een bromide in een wateroplossing kan worden ontdekt door chloor en koolstofdisulfide (CS2) toe te voegen.  Het bromide wordt daarbij omgezet in dibroom, dat vervolgens beter oplost in het toegevoegde koolstofdisulfide, en daaraan een karakteristieke kleur geeft.

## Organische chemie
In de organische chemie treedt het bromide vooral op als intermediair tijdens syntheses.  Het broomatoom is relatief eenvoudig te introduceren, maar eveneens makkelijk weer te verwijderen of te vervangen door een andere groep.  Slechts enkele voorbeelden van organische bromiden zijn: 3-broompropeen, broommethaan en broombenzeen

## Trivia
In 2004 werd de Ig Nobelprijs voor Chemie toegekend aan de Britse Coca-Cola Company voor "het gebruik van geavanceerde technologie om gewoon leidingwater te veranderen in Dasani, een transparante vorm van gezuiverd drinkwater, dat als voorzorgsmaatregel uit de handel werd genomen." In het gezuiverde water werd het kankerverwekkende bromaat aangetroffen in te hoge concentraties, als gevolg van de inwerking van toegevoegd ozon op het aanwezige bromide tijdens het productieproces.